# Варзеа (Амаранте)
Варзеа (порт. Várzea) — район (фрегезия) в Португалии, входит в округ Порту. Является составной частью муниципалитета Амаранте. По старому административному делению входил в провинцию Дору-Литорал. Входит в экономико-статистический субрегион Тамега, который входит в Северный регион.
Население составляет 563 человека на 2001 год. Занимает площадь 5,39 км².